# Донсков
Донсков — прізвище. Жіноча форма — Донскова. Станом на липень 2023 року в Україні зареєстровано 131 носій.

## Жінки
- Донскова Уляна В'ячеславівна (* 1988) — російська гімнастка, олімпійська чемпіонка.

## Чоловіки
- Донсков Володимир Андрійович (1881—1960) — радянський патологоанатом, доктор медичних наук.
- Донсков Володимир Миколайович (1926 — ?) — інженер-технолог та організатор виробництва. Лауреат Державної премії СРСР.
- Донсков Дмитро Юрійович — старший лейтенант Збройних Сил України, учасник російсько-української війни.[2]
- Михаїл (Донсков) (* 1943) — архієрей Російської православної церкви за кордоном, архієпископ Женевський і Західно-Європейський.
- Донсков Семен Іванович (1907—1972) — радянський військовий діяч, генерал-лейтенант. Командувач внутрішніми військами МВС СРСР.